# Mats-Eric Nilsson
Mats-Eric Nilsson, född 1955, är en svensk journalist och författare, som bland annat har arbetat som redaktionschef vid Svenska Dagbladet. Sedan 2013 arbetar han som chefredaktör för matmagasinet Hunger.

## Biografi
Som författare har Nilsson profilerat sig på debatt- och reportageböcker om livsmedel och matkvalitet. I boken Den hemlige kocken (2007) kritiserar han livsmedelsindustrin för otydlig märkning av livsmedel. Den boken har senare följts upp med flera böcker på samma tema. Nilsson framträder även som livsmedelsdebattör och föreläsare, bland annat i en debatt med livsmedelsindustrin i Kunskapskanalens program Storforum: Maten den 16 februari 2009.
Nilsson belönades år 2009 med Kunskapspriset, som delas ut av Nationalencyklopedin, med motiveringen "att han genom tidningsartiklar och böcker tydligt har stärkt svenskarnas konsumentkunskap på livsmedelsområdet". I november 2011 vann han konsumentpriset Blåslampan, som varje år delas ut av intresseorganisationen Sveriges Konsumenter. 2013 tilldelades han Expressens Per Wendel-pris och Årets väckarklocka av Elin Wägner-sällskapet.
Nilssons bok "Château vadå. Det okända fusket med ditt vin" (2018) vann Guldspaden 2019.
I boken Kåppi pejst (2022) lyfter Nilsson fram svenskarnas benägenhet att kopiera allt som kommer från USA, samtidigt som besattheten av USA förenas med en djupt rotad antiamerikanism. Han lyfter fram hur amerikanska debatter importeras trots begränsad relevans i Sverige, och menar att orsaken är en alltför ytlig mediabevakning.